# Adolf von Donndorf

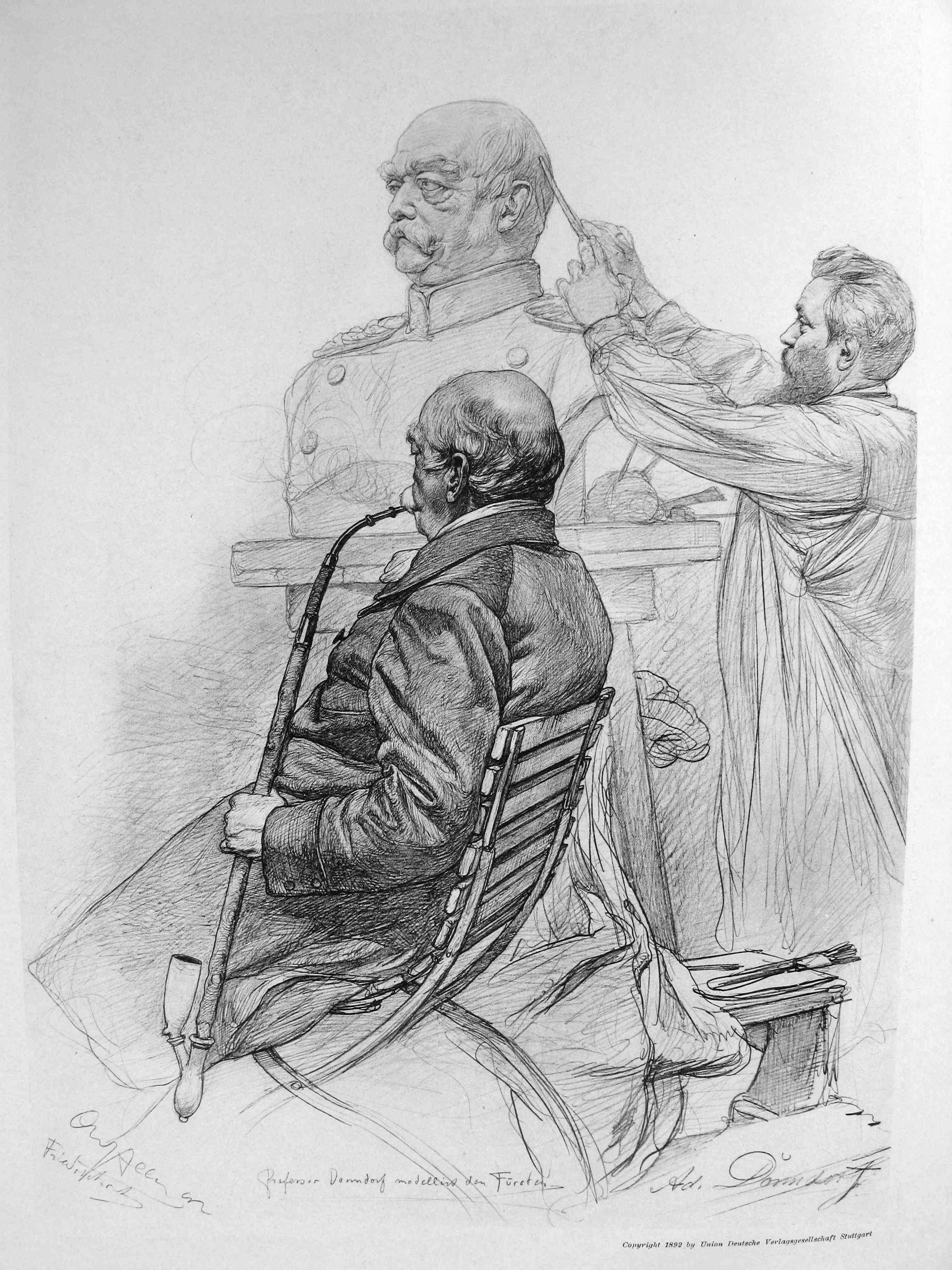
Adolf Donndorf skulpterar Bismarck, teckning av Christian Wilhelm Allers.

Adolf von Donndorf, före 1889 Donndorf, född 16 februari 1835 i Weimar, död 20 december 1916 i Stuttgart, var en tysk bildhuggare.
von Donndorf utbildades i Weimar och Dresden, där han efter Ernst Rietschels död fullbordade det stora Luthermonumentet i Worms, blev 1877 professor vid konstskolan i Stuttgart och utförde med skicklighet en mängd porträttstatyer och byster, bland annat Corneliusmonumentet i Düsseldorf, Lutherstatyn i Eisenach samt – bland sina sista arbeten – kejsar Vilhelm I:s ryttarstaty i Heidelberg.